# Påskafton
Påskafton är en helgdagsafton, lördagen före påskdagen. Denna dag är gudstjänstfri i Svenska kyrkan.
I Finland kallas dagen allmänt för påsklördag. Benämningarna stäcko- eller stacklördag (stack betyder kort) förekommer också allmänt i Svenskfinland. Även benämningen kortlördag har förekommit.

## I Sverige
Påskafton är i kristen tradition en "tom" dag, lördagen efter långfredagen. Detta beror på att Jesus ligger i graven och lärjungarna har låst in sig i rädsla för dem som låg bakom avrättningen. Svenska kyrkan håller inga gudstjänster förrän tidigast sen kväll/påsknatten för att fira Jesus uppståndelse på påskdagen. Påsken börjar vid midnatt.
Enligt Första Petrusbrevet 3:18-19 och 4:6 nedsteg Kristus till dödsriket för att rädda de rättfärdigas själar och öppna för dem himmelrikets portar. På påskens ikoner ser man Kristus trampa på dödsrikets portar, dess lås är sprängda och Kristus räcker handen åt Adam och Eva, åt kungar och profeter.[källa behövs]

### Folkliga traditioner i Sverige
Att påskaftonen i Sverige kommit att bli den stora "firardagen" under påsken kan troligen ses som en parallell till julaftonen. Påskafton förknippas i Sverige ofta med påskägg fyllt med godis/överraskning och påskmat med ägg. I delar av landet tänds även påskeldar.